# Curcuma yingdeensis
Curcuma yingdeensis là một loài thực vật có hoa trong họ Gừng. Loài này được Nian-He Xia và Juan Chen mô tả khoa học đầu tiên năm 2019. Mẫu định danh: Chen Juan et al. 17051801 thu thập ngày 18 tháng 5 năm 2017 ở tọa độ 24°13′48″B 112°53′39″Đ / 24,23°B 112,89417°Đ, cao độ 130 m, thôn Tam Sơn (三山), trấn Hoàng Hoa (黄花), huyện cấp thị Anh Đức, địa cấp thị Thanh Viễn, tỉnh Quảng Đông.

## Từ nguyên
Tính từ định danh yingdeensis lấy theo địa danh Anh Đức (tiếng Trung: 英德, bính âm: Yīngdé), nơi mẫu vật được thu thập.

## Phân bố
Nó là loài bản địa Trung Quốc.

## Mô tả
Loài này tương tự như C. phaeocaulis, nhưng được phân biệt với loài kia ở chỗ thân rễ màu kem đến vàng nhạt, phiến lá hẹp hơn, cụm hoa lỏng lẻo hơn, hoa nhỏ hơn, lá bắc mào màu hồng với chóp màu tía, lá bắc sinh sản màu lục nhạt với chóp màu nâu và các chấm màu tía ở phần hợp sinh, cánh môi gần tròn với các thùy thuôn tròn và hai đường màu tía nhạt ở gốc.